# Józef Dziechciarz
Józef Dziechciarz – polski ekonomista, dr hab. nauk ekonomicznych, profesor zwyczajny i dyrektor Instytutu Zastosowań Matematyki Wydziału Zarządzania, Informatyki i Finansów Uniwersytetu Ekonomicznego we Wrocławiu.

## Życiorys
W 1973 ukończył studia w zakresie ekonometrii na Akademii Ekonomicznej im. Oskara Langego we Wrocławiu, natomiast 1 grudnia 1980 obronił pracę doktorską, w 1993 habilitował się na podstawie dorobku naukowego i pracy zatytułowanej Ekonometryczne modelowanie procesów gospodarczych. Modele ze zmiennymi i losowymi parametrami. 16 września 2016 nadano mu tytuł profesora nauk ekonomicznych. Został zatrudniony na stanowisku profesora nadzwyczajnego w Wyższej Szkole Bankowej we Wrocławiu, oraz w Wyższej Szkole Bankowej w Gdańsku.
Objął funkcję profesora zwyczajnego i dyrektora w Instytucie Zastosowań Matematyki na Wydziale Zarządzania, Informatyki i Finansów Uniwersytetu Ekonomicznego we Wrocławiu, a także członka Komitetu Statystyki i Ekonometrii I Wydziału Nauk Humanistycznych i Społecznych Polskiej Akademii Nauk.
Był dziekanem na Wydziale Zarządzania, Informatyki i Finansów Uniwersytetu Ekonomicznego we Wrocławiu i prorektorem na Akademii Ekonomicznej im. Oskara Langego we Wrocławiu.

## Publikacje
- 2008: Peter von der Lippe INDEX THEORY AND PRICE STATISTICS[1]
- 2008: Peter von der Lippe: Teoria indeksów i statystyka cen[1]
- 2008: recenzja książki Petera von der Lippe pt. „Teoria indeksów i statystyka cen”[1]